# Saucisses à tout prix
Pour plus de détails, voir Fiche technique et Distribution.
Saucisses à tout prix (Wieners) est un film de comédie d'aventures américain de Mark Steilen, sorti en 2008.

## Synopsis
À la suite d'un talk-show raté, Joel se morfond. Il se change les idées en faisant équipe avec ses deux amis pour devenir vendeur de hot dogs ambulant à travers les États-Unis.

## Fiche technique
Sauf indication contraire, les informations mentionnées dans cette section peuvent être confirmées par la base de données cinématographiques IMDb,  présente dans la section « Liens externes ».
- Titre québécois : Saucisses piquantes
- Réalisateur : Mark Steilen
- Scénario : Suzanne Francis et Gabe Grifoni
- Musique : David Kitay
- Photographie : Walt Lloyd
- Montage : Tony Lombardo
- Production : Joe Dishner,	Bill Wohlken
- Distribution : Sony Pictures Home Entertainment
- Genre : comédie d'aventures
- Format : couleur
- Langue : anglais
- Durée : 89 minutes (1 h 29)
- Date de sortie[1] : États-Unis : 3 juin 2008

## Distribution
Principaux acteurs :
- Fran Kranz : Joel
- Kenan Thompson : Wyatt
- Zachary Levi : Ben
- Jenny McCarthy :	Mme Rebecca Isaac
- Darrell Hammond :	Dr Dwayne
- Mindy Sterling : Mme Applebaum
- Blake Clark : M. Applebaum
- Joel David Moore : Glenn
- Andy Milonakis (en) : Drake Hanswald / Timmy O'Shaemus
- Kyle Gass : Walrus Boy
- Sarah Drew : Karen
- Sarah Wright : Lavender (créditée Sarah Mason)
- John P. Farley : Cornelius
- Chris Pratt : Bobby

## Réception
Le film Saucisse à tout prix obtient 29 % d'avis favorables sur le site Rotten Tomatoes.